# Le Courrier rouge

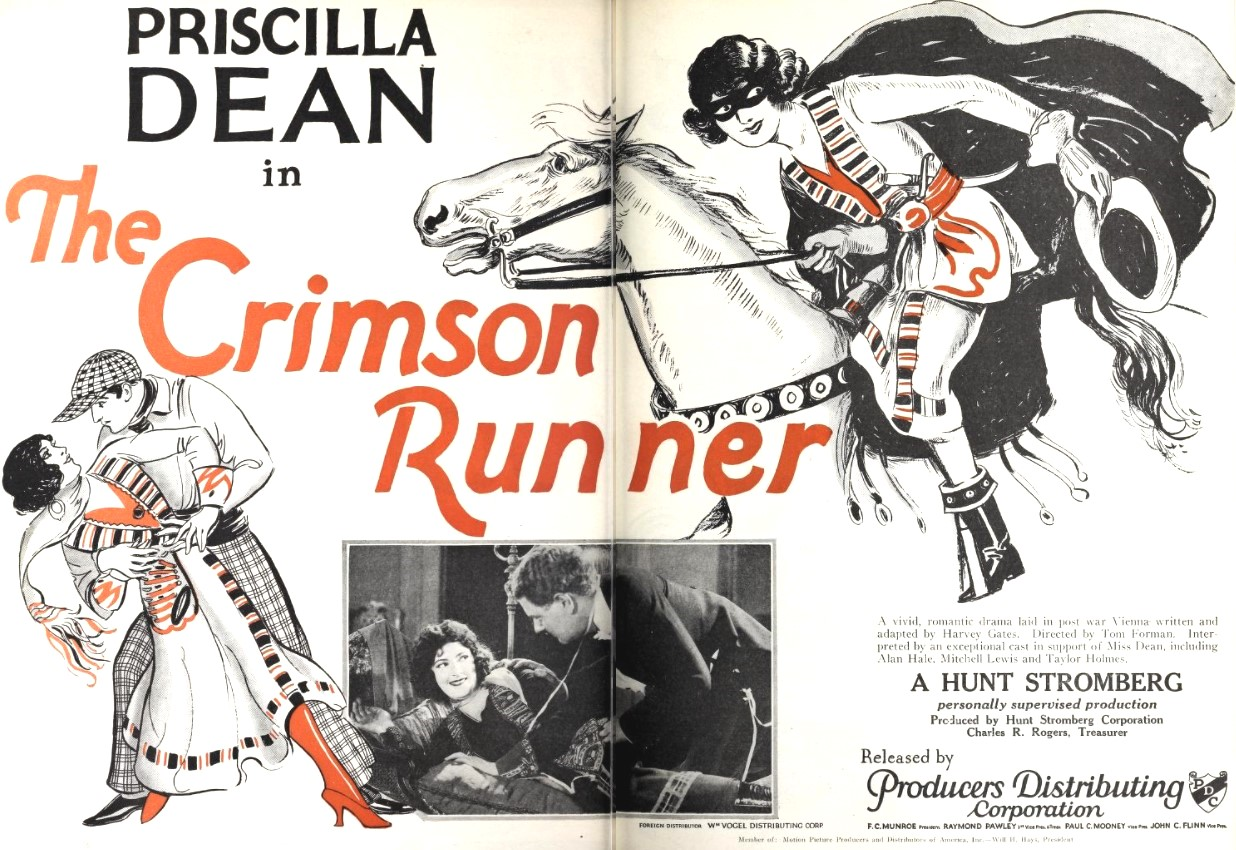
Annonce pour le film.

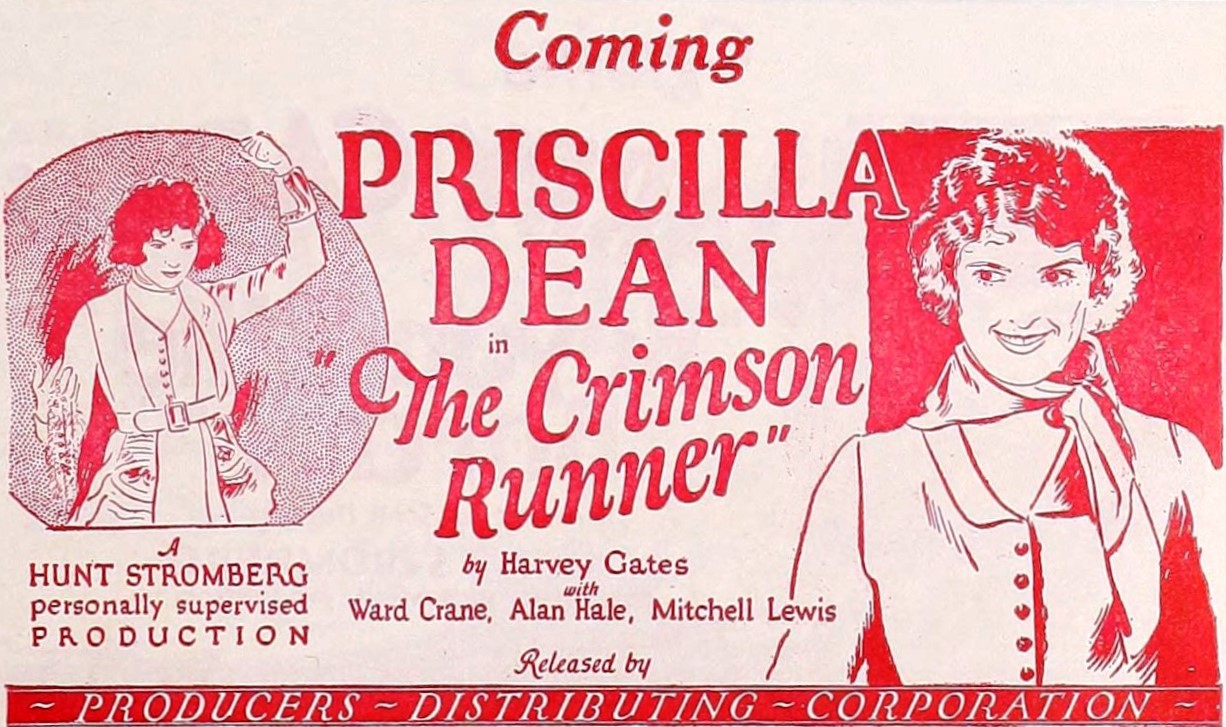
Annonce pour le film.

Le Courrier rouge (The Crimson Runner) est un film américain réalisé par Tom Forman, sorti en 1925.

## Synopsis
Bianca Schreber est une jeune fille pauvre dont le père a été blessé dans l'armée autrichienne pendant la Première Guerre mondiale. Elle doit voler pour éviter la famine. Face à la multitude de pauvres dans sa ville, elle décide de devenir hors-la-loi pour secourir les affamés. La police la poursuit jusqu'à ce qu'elle se réfugie chez un noble dont elle est amoureuse. Gregory, qui a usurpé un titre et s'est corrompu pour obtenir un poste au gouvernement, découvre Bianca chez lui, mais elle réussit à s'échapper. Lors d'un bal masqué organisé par Gregory, elle apparaît masquée et il la remarque. Épris d'elle, il l'emmène dans sa chambre. Les invités enfoncent la porte et les séparent. Gregory se jette par la fenêtre. Le noble remplace Gregory et obtient le pardon de la jeune femme, qu'il finit par épouser.

## Fiche technique
- Titre original : The Crimson Runner
- Réalisation : Tom Forman
- Scénario : Harvey Gates
- Producteurs : Charles R. Rogers, Hunt Stromberg
- Photographie : Sol Polito
- Montage : William Decker
- Genre : Drame[2]
- Production : Hunt Stromberg Productions
- Pays de production :  États-Unis
- Distributeur : Producers Distributing Corporation
- Durée : 60 minutes
- Date de sortie : 2 mars 1925

## Distribution
- Priscilla Dean : Bianca Schreber
- Bernard Siegel : Alfred Schreber
- Alan Hale : Gregory

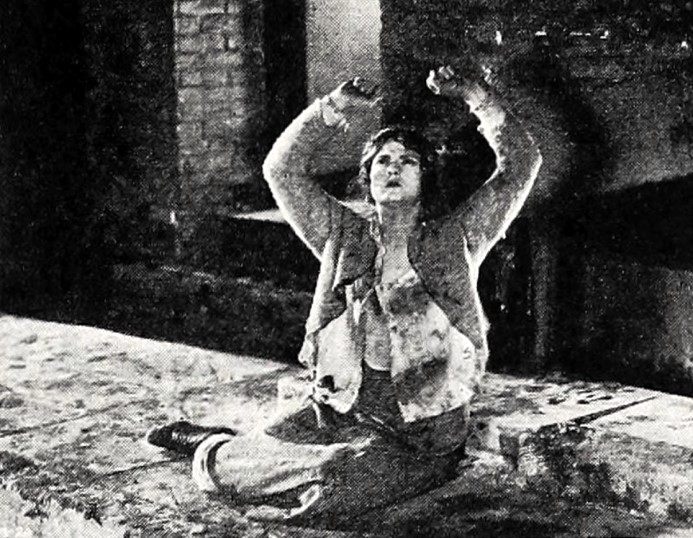
Priscilla Dean dans une scène du film.

- Ward Crane : Count Meinhard von Bauer
- James Neill : Baron Rudolph
- Charles Hill Mailes : Baron Semlin
- Ilsa De Lindt : Princess Cecile
- Mitchell Lewis : Conrad
- Taylor Holmes : Bobo
- Arthur Millett : Captaine de police

## Statut du film
Une copie complète du film est conservée dans la collection Lobster Films à Paris.